# Рональд Елдон Ваятт
Рональд Елдон Ваятт (2 червня 1933 — 4 серпня 1999), американський анестезіолог, археолог-аматор, виступав за те, що Дурупінар у Туреччині є місцезнаходженням Ноєвого ковчега, і сказав, що він зробив майже 100 інших біблійних відкриттів.
Заявлені відкриття Вятта піддалися критиці вченими, істориками, біблеїстами та деякими креаціоністами, і не вважаються достовірними професійними археологами та біблеїстами.
Вайатт працював анестезіологом у лікарні в Медісоні, штат Теннессі, коли в 1960 році він побачив у журналі «Життя» фотографію місця Дурупінар біля гори Арарат, схожої на човен. У результаті поширені припущення в євангельських християнських колах, що це може бути Ноїв ковчег, що поклало початок його кар'єрі археолога-аматора. З 1977 року і до своєї смерті, у 1999 році, він здійснив понад сотню подорожей на Близький Схід. До моменту своєї смерті Вятт стверджував, що виявив кілька місць і артефактів, пов'язаних з Біблією та біблійною археологією.

## Смерть
Вятт помер від раку кісток 4 серпня 1999 року у віці 66 років у Баптистській меморіальній лікарні в Мемфісі, штат Теннессі. Його останки поховані на цвинтарі Polk Memorial Park у Колумбії, штат Теннессі.

## Критика
У листі, надісланому відвідувачам на запит, Єрусалимська асоціація садових гробниць заявляє наступне:
Рада Асоціації Садових Гробниць (Лондон) повністю спростовує заяву Вятта про виявлення оригінального Ковчега Заповіту або будь-яких інших біблійних артефактів у межах території, відомої як Садова Гробниця Єрусалиму. Хоча Ваятту кілька разів дозволяли копати в цьому приватному саду (останній випадок був влітку 1991 року), співробітники Асоціації спостерігали за його просуванням і заходили в його розкопану шахту. Наскільки нам відомо, нічого не було виявлено, щоб підтвердити його твердження, і ми не бачили жодних доказів біблійних артефактів чи храмових скарбів.
Джо Зіас, археолог Ізраїльського управління старожитностей (IAA), заявив, що «Рон Вятт не є ані археологом, ані ніколи не проводив легально ліцензованих розкопок в Ізраїлі чи Єрусалимі. Щоб розкопувати, потрібно мати принаймні ступінь бакалавра в археології, якою він не володіє, незважаючи на його твердження про протилежне… Його твердження потрапляють у категорію сміття, яке можна знайти в таблоїдах, таких як National Enquirer, Sun тощо».
Офіційна організація Wyatt, Wyatt Archaeological Research (WAR), стверджує, що IAA завжди знала про розкопки та видавала «усні дозволи» на більшість із них, а також офіційні дозволи на всі розкопки WAR з 2002 року. Докази участі WAR у законних розкопках, санкціонованих IAA, стосуються допомоги WAR у фінансуванні розкопок у 2005 році.
Деякі євангелісти також критично поставилися до заяв Уайтта. Answers in Genesis назвав заяви Уайтта «шахрайськими». Девід Мерлінг, адвентист сьомого дня та професор археології, звернувся до питань Ноєвого ковчега та каменів-якорів Вятта:
Хоча площа Дурупінар має правильну довжину для Ноєвого ковчега, [вона]… занадто широка, щоб бути Ноєвим ковчегом. Вятт стверджував, що «човноподібну форму» цього утворення можна пояснити лише тим, що воно є Ноєвим ковчегом, але і Ши, і Морріс запропонували інші правдоподібні пояснення. Подібним чином Вятт стверджував, що знайдені ним стоячі камені є якорями, тоді як Теріан знає про подібні камені за межами території Дурупінар, які були язичницькими культовими каменями, пізніше перетвореними християнами для християнських цілей
.